# Инсульса, Хосе Мигель
Хосе Мигель Инсульса Салинас (исп. José Miguel Insulza Salinas; родился 2 июня 1943, Сантьяго, Чили) — чилийский политик, юрист и учёный, сенатор региона Арика и Паринакота с 2018 года.
Ранее он занимал пост министра иностранных дел с 1994 по 1999 год и министра-генерального секретаря президентства с 1999 по 2000 год при президенте Эдуардо Фрее Руисе-Тагле, министра внутренних дел с 2000 по 2005 год при президенте Рикардо Лагосе и генерального секретаря Организации американских государств с 2005 по 2015 год.
В Чили Инсульса получил прозвище «Броневик» (El Panzer) за репутацию, сложившуюся благодаря его способности выдерживать политические нападки с минимальным видимым ущербом. Женат третьим браком на мексиканской экономистке Джорджине Нуньес Рейес и имеет троих детей.

## Образование
Инсульса получил начальное и среднее образование в колледже Св. Георгия — элитной американской школе с преподаванием на английском языке в Сантьяго. Интерес к государственной службе он проявил еще в раннем возрасте, изучая право в Чилийском университете, где занимал пост президента Центра студентов-юристов, вице-президента Федерации студентов Чилийского университета (FECH) и президента Национальной ассоциации студенческих союзов (UFUCH).
Защитив дипломную работу «Теория и революционная практика в творчестве Льва Троцкого» и окончив юридический факультет в 1969 году, он получил учёную степень на факультете латиноамериканских социальных наук (FLACSO) и степень магистра гуманитарных наук в области политологии в Мичиганском университете. До 1973 года он был профессором политической теории в Чилийском университете и политологии в Католическом университете Чили.

## Карьера

### Политическая борьба в Чили и изгнании
Во время учёбы в университете Инсульса был активным членом Христианско-демократической партии. Затем он с частью её левого крыла вошёл в состав христианско-социалистического Народного движения за единство действий (МАПУ), основателем которого был брат его первой жены Валерии Амбросио Родриго. Инсульса был активистом МАПУ с 1969 по 1973 год. 
На парламентских выборах 1973 года он безуспешно баллотировался на пост депутата от третьего округа Сантьяго, Пуэнте-Альто. В 1973 году при правительстве Сальвадора Альенде он занимал должность политического советника Министерства иностранных дел Чили, которым руководил Клодомиро Альмейда, и директора Дипломатической академии Чили.
После военного переворота 1973 года Инсульсе был запрещен въезд в Чили (в то время он находился на международной конференции в Париже). Следующие 15 лет он провел в изгнании, сначала в Риме (Италия) с 1974 по 1981 год, а затем в Мексике с 1981 по 1988 год. Там он работал исследователем и в конечном итоге стал директором Института исследований США при Центре экономических исследований и доцентства (CIDE). Он также преподавал в Национальном автономном университете Мексики, Ибероамериканском университете и Институте дипломатических исследований. Он написал множество публикаций в своей области.
В 1985 году он вступил в Социалистическую партию Чили, ведущую в подполье и политэмиграции борьбу с пиночетовской диктатурой.

### Возвращение в Чили
Инсульса вернулся в Чили в начале 1988 года и как социалист присоединился к коалиции левых политических партий Concertación. С концом военного режима в 1990 году Инсульса был назначен послом Чили по международному сотрудничеству. Некоторое время спустя он стал директором по многосторонним экономическим вопросам в Министерстве иностранных дел и вице-президентом Агентства международного сотрудничества (AGCI). Он стал членом Чилийской ассоциации политических наук, Ассоциации адвокатов и Чилийского совета по международным отношениям.
11 марта 1994 года Инсульса стал заместителем министра иностранных дел при президенте Эдуардо Фрее Руисе-Тагле. 20 сентября 1994 года он занял должность министра иностранных дел. 22 июня 1999 года он стал министром-генеральным секретарем администрации президента. 11 марта 2000 года он вступил в должность министра внутренних дел при президенте Рикардо Лагосе.

### Генеральный секретарь Организации американских государств
Инсульса был избран генеральным секретарем Организации американских государств 2 мая 2005 года после того, как министр иностранных дел Мексики Луис Эрнесто Дербес выбыл из избирательной гонки.
5 января 2007 года Инсульса раскритиковал решение президента Венесуэлы Уго Чавеса не продлевать лицензию на вещание телеканала RCTV (Чавес обвинил канал в подстрекательстве к государственному перевороту) Три дня спустя Чавес ответил Инсульсе, призвав его уйти в отставку и назвав его pendejo — испанским ругательством, эквивалентным словам «мудак, тупица». Инсульса получил поддержку США и нескольких других членов ОАГ, и Чавес признал, что зашел слишком далеко в своих выражениях. В апреле 2008 года Чавес положительно отметил выступление Инсульсы перед подкомитетом Палаты представителей США по Западному полушарию об отсутствии доказательств связи Венесуэлы с террористическими группировками.
Инсульса открыто заявил о своем намерении баллотироваться на пост президента Чили, но снял свою кандидатуру 5 января 2009 года и пообещал оставаться на посту генерального секретаря ОАГ до конца своего мандата. Он поддержал Эдуардо Фрея Руиса-Тагле как кандидата от Коалиции партий за демократию.
24 марта 2010 года Инсульса как единственный кандидат был переизбран (при воздержавшейся Боливии) на пост главы ОАГ ещё на один пятилетний срок.
В 2008 году Инсульса получил престижную премию в области прав человека от Вашингтонского офиса по делам Латинской Америки. В 2014 году Инсульса был удостоен престижной премии Калмана Х. Сильверта, присуждаемой Советом по делам полушария.
Вместе с тем, иногда его подвергали критике за недостаточные меры по борьбе с нарушениями прав человека в странах Америки. В 2008 году Фонд по правам человека начал программу «Межамериканская демократическая хартия и г-н Инсульса», чтобы ежемесячно информировать Инсульсу о нарушениях прав человека.
В 2019 году Инсульса присоединился к первой встрече в Буэнос-Айресе так называемой Группы Пуэбла — конференции политических лидеров левого толка.